# Rififi
Rififi (Originaltitel: Du rififi chez les hommes („Streit unter Männern“)) ist ein in Schwarzweiß gedrehter französischer Kriminalfilm aus dem Jahr 1955. Regie führte der US-Amerikaner Jules Dassin, der sich mit Film-noirs wie The Naked City, Brute Force und Night and the City einen Namen gemacht hatte. Die Filmmusik wurde von Georges Auric komponiert.

## Inhalt
Rififi erzählt die Geschichte des eben entlassenen Strafgefangenen Tony, der gemeinsam mit der Bande eines alten Freundes einen gewagten Geldschrankraub durchführt. Das Unternehmen gelingt, doch in der anschließenden Auseinandersetzung mit einer konkurrierenden Bande kommen alle Protagonisten ums Leben.

## Handlung
Paris: Der sanfte Tony hat wegen Einbruchs fünf Jahre gesessen. Seinen jungen Kompagnon Jo hat er nicht verraten. Jo will mit seinem italienischen Kumpan Mario und Tony die Schaufenster eines renommierten Juweliergeschäfts in einer präzise geplanten Blitzaktion ausrauben. Tony lehnt zunächst ab. Er trifft seine Ex-Geliebte Mado wieder, die jetzt mit dem verbrecherischen Nachtklubbesitzer Grutter zusammen ist. Tony ist darüber zutiefst verletzt und steht daher mit Grutter auf Kriegsfuß. Tony ändert seine Meinung bezüglich eines Raubes, will aber das ganz große Ding drehen: Einen nächtlichen Einbruch beim Juwelier und das Stehlen des gesamten Safe-Inhalts. Er organisiert die Vorbereitung: In London wird zunächst ein Hehler kontaktiert. Der italienische Safeknacker-Spezialist César wird angeheuert. Dieser, gerade in Paris angekommen, verliebt sich in die Nachtklubsängerin Viviane, die für Grutter arbeitet. César besucht auch den Juwelier als Kunde getarnt und spioniert dessen Laden dabei aus. Die Bande kauft eine Alarmanlage und trainiert, wie man diese manipulieren kann.
Als die Vorbereitungen abgeschlossen sind, schreiten die Vier zur Tat. Sie nehmen den Hausmeister und seine Frau gefangen und bringen sie in eine Wohnung, die über dem Juwelierladen liegt. Sie fesseln und knebeln das Paar und beginnen, sich sehr vorsichtig durch den Fußboden zu bohren, da der Juwelier eine Alarmanlage hat, die Erschütterungen registriert. Sie seilen sich in den Laden hinab, manipulieren die Alarmanlage, indem sie sie mit dem Schaum aus einem Feuerlöscher zuschäumen, öffnen sie und blockieren sofort die Sirene. Dann bohren sie den Tresor auf und entnehmen den Inhalt. César nimmt noch einen Ring, dessen Aufbewahrungsort er bei seinem Juwelierbesuch mitbekommen hat, an sich.
Die Bande entkommt knapp zwei wachsamen Polizisten und bewahrt den Schmuck bei Mario auf. Tony ermahnt die anderen, unauffällig zu bleiben und keine großen Ausgaben zu tätigen. Bald macht der Überfall große Schlagzeilen, und die Polizei lobt eine hohe Belohnung auf die Bande aus. Auch gegenüber Grutter erwähnt die Polizei die Belohnung. César verbringt eine Liebesnacht mit seiner Traumfrau Viviane und schenkt ihr den gestohlenen Ring. Als Grutter den Ring an ihrem Finger sieht, zählt er eins und eins zusammen: César ist ein Freund von Mario, Jo und Tony. Tony hat gerade fünf Jahre wegen Einbruchs gesessen. Grutter nimmt César gefangen und foltert ihn. Dieser verrät die Bande, und die Grutters tauchen bei Mario auf. Sie quälen ihn und seine Frau ebenfalls, ohne jedoch den Aufbewahrungsort des Schmucks zu erfahren. Marios Frau kann Tony noch übers Telefon warnen, bevor sie und ihr Mann getötet werden. Die Grutterbande nimmt Jos fünfjährigen Sohn, Tonys über alles geliebtes Patenkind, als Geisel und versteckt sich in einem unfertigen Haus außerhalb des Stadtzentrums. Jo und Tony setzen den Schmuck in Geld um. Tony forscht nach den Grutters und findet César im Nachtklubkeller gefesselt vor. Da er die Bande aufgrund seiner Dummheit in Gefahr gebracht hat, tötet ihn Tony, und folgt damit den Regeln der Gangster. Durch Mado kann Tony den Aufenthaltsort der Grutterbande erfahren. Dort kommt es zum Showdown. Tony befreit sein Patenkind und tötet zwei Grutters. Als er das Kind zu Jo bringen will, erfährt er, dass dieser mit dem Geld zum Grutter-Versteck gefahren ist und eilt zurück; dort tötet Grutter Jo, und Tony tötet Grutter, der ihn vorher noch schwer verletzt. Der sterbende Tony fährt mit seinem Patenkind zu Jos Frau. Vor dem Haus angekommen, stirbt er hinter dem Lenkrad. Das Kind wird von seiner Mutter aus dem Auto gehievt, und die Polizei findet im Wagen den Geldkoffer.

## Wirkung
Der Film gilt als stilbildend für das Genre der Heist-Movies oder Caper Movies. Die wichtigste Szene, der Einbruch in ein Juweliergeschäft in der Rue de Rivoli, ist 32 Minuten lang (in anderen Versionen kürzer) und enthält keinen Dialog und keine Musik. Regisseur Dassin tritt unter dem Pseudonym Perlo Vita in der Rolle des Geldschrankknackers César le Milanais auf.
Der Film gilt als klassischer Vertreter des französischen Film noir, beziehungsweise Gangsterfilms. Der amerikanische Kritiker Roger Ebert listet ihn in seinen Greatest Movies.
Dassin ließ sich die französische Romanvorlage ins Englische übersetzen, schrieb das Drehbuch in Englisch (wobei er nach eigener Angabe den latenten Rassismus der Vorlage abschwächte) und ließ dieses zurück ins Französische übertragen. Ironischerweise sollte diesen Film, der Dassins europäische Karriere anschob, ursprünglich Jean-Pierre Melville inszenieren.
François Truffaut nannte Rififi den besten Kriminalfilm, den er je gesehen habe (er basiert auf der, wie er hinzufügte, schlechtesten Novelle, die er je gelesen habe). Dassins Eingebung war, den Einbruch, der im Buch weniger Raum einnimmt, zu einer Szene auszudehnen, die ein Viertel der Spielfilmdauer beansprucht und völlig ohne Worte oder Musik auskommt. Die Darstellung war so akribisch genau und detailreich, dass die Pariser Polizei den Film angeblich verbieten wollte, weil sie befürchtete, dass er einer Handlungsanweisung gleichkomme.

## Aufnahme in Deutschland
Der Arbeitsausschuss der FSK prüfte den Film im Juli 1955. Zunächst stellten die Prüfer fest, dass durch die gegenseitige Vernichtung der Gangsterbanden der Gerechtigkeit Genüge getan sei. Ausführlich beschäftigte sich der Ausschuss jedoch mit der Frage, ob der Film zur Nachahmung anstiften könne. Man kam zu dem Ergebnis, dass Rififi einerseits für Berufsverbrecher nichts Neues biete, während andererseits für Amateure die Spezialapparate und die Methoden zu kompliziert seien. So gab der Ausschuss den Film ohne Schnitte ab 16 Jahren frei, was die damalige Obergrenze war.
Ab Oktober 1955 war Rififi in den deutschen Kinos zu sehen und wurde zunächst nur gelobt. Am 20. Januar 1956 brachte jedoch die Abendzeitung einen Bericht mit dem Titel Film löst Einbruchswelle aus, am 21./22. Januar 1956 die SZ: „Rififi“ und die Folgen, der Hofer Anzeiger am 24. Januar 1956: Unterricht im Einbrechen. Berichtet wurde über dilettantische Amateure, die nach dem Vorbild des Films versucht hätten, Geldschränke zu knacken. Am 4. Februar 1956 titelte die Münchner Illustrierte: Rififi macht Schule – ein Film als Lehrmeister mit Bildern einer Schülerbande aus Essen, die „à la Rififi“ in ein Lokal eingedrungen war.
Der Abgeordnete Wenzel Köhler (GB/BHE) fragte daraufhin im Bayerischen Landtag, wie die Staatsregierung „unsere Jugend vor solchen charakterverderbenden Filmen zu bewahren“ gedenke. Innenminister August Geislhöringer (BP) antwortete, dem Staat seien hier die Hände gebunden. Die Freiwillige Selbstkontrolle hätte jedoch den Film nicht freigeben dürfen. Der Freistaat fordere deshalb seit Jahr und Tag, die Obergrenze bei der Jugendfreigabe auf mindestens 18 Jahre anzuheben.
Wochenlang berichtete die Presse über weitere Rififi-Verbrechen, z. B.: „»Rififi«-Einbruch ging daneben“, Kölner Stadt-Anzeiger vom 9. April 1956 und „»Rififi« kontra »Rififi«“ in den Düsseldorfer Nachrichten vom 12. Mai 1956. Der evangelische Filmbeauftragte Werner Hess erklärte am 1. März 1956 im Bayerischen Rundfunk, man habe nun endlich den Beweis für die Vorbildwirkung von Verbrecherfilmen, die man in Zukunft alle verbieten müsse. Die SPIO wies die Anschuldigungen des bayerischen Innenministers gegen die FSK am 2. März 1956 zurück.

## Auszeichnungen
Rififi war 1955 im Wettbewerb um die Goldene Palme bei den Filmfestspielen von Cannes vertreten, wo sich Jules Dassin den Regiepreis mit Sergei Wassiljew (Geroite na Schipka) teilte. Ein Jahr später wurde der Film noir von der Association Française de la Critique de Cinéma mit dem Prix Méliès als bester Film ausgezeichnet, während Hauptdarsteller Jean Servais den Étoile de Cristal als bester Darsteller erhielt. Fast 45 Jahre nach seiner Uraufführung ehrte der New York Film Critics Circle im Jahr 2000 den Film mit zwei Spezialpreisen.

### Übersicht
- 1955 Filmfestspielen von Cannes
  - Beste Regie: Jules Dassin
- 1956: Association Française de la Critique de Cinéma
  - Prix Méliès, bester Film: Jules Dassin
- 1956: National Board of Review
  - Bester ausländischer Film
- 2000: New York Film Critics Circle Awards
  - Special Award: Jules Dassin
- 2017: Online Film & Television Association 2017
  - Aufnahme in die OFTA Film Hall of Fame (Spielfilm)

## Bezugnahme in anderen Filmen
In Meine Tante – deine Tante (1956), einer Parodie, versucht ein Trio unter Führung von Oskar Sima durch eine Wohnung, in welche man sich in Frauenkleidern einmietet, in die darunterliegende Bank zu gelangen. Eine Episode des italienischen Spielfilms Susanna, süß wie Sahne (1957) handelt davon, dass drei Männer auf ähnlichem Wege in ein Juweliergeschäft einbrechen. Im Geldschrank jedoch findet sich ein Zettel des Besitzers, der mitteilt, auch er habe den Film Rififi gesehen und nehme deshalb die wertvollsten Stücke täglich mit nach Hause. Die Komödie Als geheilt entlassen (1959) mit dem Duo Wolfgang Neuss/Wolfgang Müller lehnte sich ebenfalls an Rififi an.